# بونوس
بونوس (به یونانی: Βῶνος یا Βόνος) یک سیاستمدار و فرمانده بیزانسی بود که رابطه نزدیکی با امپراتور هراکلیوس داشت. او نقش اصلی در دفاع از کنستانتینوپل در محاصره آوارها و ایرانیها در سال ۶۲۶ میلادی بر عهده داشت. در سال ۶۲۲، بعد از برقراری صلح با آوارها در بالکان، هراکلیوس شخصاً علیه ایرانیان وارد میدان شد. او بونوس را در کنستانتینوپل به عنوان معاون امپراتور و سرپرست پسران جوانش همراه با پاتریارک سرژیوس باقی گذاشت. در طول غیبت هراکلیوس به دلیل حضور در جبهه، بونوس به عنوان نایب‌السلطنه عمل می‌کرد. در زمان محاصره کنستانتینوپل بونوس به رهبری نیروهای مدافع شهر پرداخت و کمی بعد از شکست حصر شهر در سال ۶۲۶ وی در تاریخ ۱۱ مارس ۶۲۷ در گذشت و در صومعه سنت جان استودیوسی به خاک سپرده شد.